# Ondelette

Ondelette de Daubechies d'ordre 2.

Une ondelette est une fonction à la base de la décomposition en ondelettes, décomposition similaire à la transformée de Fourier à court terme, utilisée dans le traitement du signal. Elle correspond à l'idée intuitive d'une fonction correspondant à une petite oscillation, d'où son nom.
Cependant, elle comporte deux différences majeures avec la transformée de Fourier à court terme :
- elle peut mettre en œuvre une base différente, non forcément sinusoïdale ;
- il existe une relation entre la largeur de l'enveloppe et la fréquence des oscillations : on effectue ainsi une homothétie de l'ondelette, et non seulement de l'oscillation.

Toutefois, il ne s'agit pas d'un formalisme différent de la transformée de Fourier, mais complémentaire, la décomposition en ondelettes utilisant le formalisme de Fourier.
La technique des ondelettes est particulièrement utilisée pour la compression de données informatiques et d'images.

## Histoire de la décomposition en ondelettes
Les ondelettes ont vu le jour lorsque certains sujets d'étude ont nécessité une analyse en fréquence et en temps. Au XIXe siècle, l'analyse de Fourier était la seule technique permettant la décomposition d'un signal et sa reconstruction sans perte d'information; malheureusement elle fournit une analyse en fréquence mais ne permet pas la localisation temporelle de changements abrupts, comme l'apparition d'une deuxième note de musique après qu'une première note a été jouée. 
En 1909, Alfréd Haar définit une fonction composée d'une courte impulsion négative suivie d'une courte impulsion positive, connue pour être la première ondelette (Ondelette de Haar).
En 1946, Dennis Gabor, mathématicien hongrois, inventa une transformation de fonction analogue à celle de Joseph Fourier, appliquée sur une fenêtre temporelle exprimée par une fonction gaussienne.
Finalement, le terme d'ondelette fut introduit dans le langage mathématique par Jean Morlet et Alex Grossmann qui ont développé la théorie qui sera publiée en 1984 (ondelettes de Morlet). 
Terme initialement français, il fut traduit en anglais par wavelet, à partir des termes wave (onde) et le diminutif let (petite).
Yves Meyer (prix Abel 2017), reconnu comme un des contributeurs de la théorie des ondelettes, rassembla en 1986 toutes les découvertes précédentes (il en dénombra 16) puis définit les ondelettes orthogonales. La même année, Stéphane Mallat fit le lien entre les ondelettes et l'analyse multirésolution. Enfin, Ingrid Daubechies mit au point en 1987 des ondelettes orthogonales appelées ondelettes de Daubechies, faciles à mettre en oeuvre, et utilisées dans le standard JPEG 2000.

## Définition mathématique
En mathématiques, une ondelette Ψ est une fonction de carré sommable de l'espace de Hilbert {\displaystyle L^{2}(\mathbb {R} )}, le plus souvent oscillante et de moyenne nulle, choisie comme outil d'analyse et de reconstruction multi-échelle. Les ondelettes se rencontrent généralement par familles, constituées d'une ondelette mère et de l'ensemble de ses images par les éléments d'un sous-groupe Λ du groupe des transformations affines de {\displaystyle \mathbb {R} ^{n}}.
On définit ainsi une famille {\displaystyle \psi _{s,\tau }} (où {\displaystyle \left({s,\tau }\right)\in {\mathbb {R^{+*}} \times \mathbb {R} }})  d'ondelettes à partir de l'ondelette mère Ψ :
{\displaystyle \forall t\in \mathbb {R} ,\psi _{s,\tau }(t)={\frac {1}{\sqrt {s}}}\Psi \left({\frac {t-\tau }{s}}\right)}
Par extension, des familles de fonctions sur des sous-variétés de {\displaystyle \mathbb {R} ^{n}} invariantes par un groupe de transformation localement isomorphe au groupe affine peuvent également être qualifiées de familles d'ondelettes.

## Transformée en ondelettes
On distingue deux types de transformées en ondelettes suivant que le sous-groupe Λ est discret ou continu.

### Transformée en ondelettes continue
Analyser une fonction de carré sommable en ondelettes consiste à calculer l'ensemble de ses produits scalaires avec les ondelettes de la famille.
Les nombres obtenus sont appelés coefficients d'ondelettes, et l'opération associant à une fonction ses coefficients d'ondelettes est appelée transformée en ondelettes.
On définit ainsi la transformée en ondelette continue d'une fonction {\displaystyle f\in L^{2}(\mathbb {R} )} par :
{\displaystyle g(s,\tau )=\int _{-\infty }^{+\infty }f(t)\psi _{s,\tau }^{*}(t)\,\mathrm {d} t}
Où ψs,τ est une ondelette de la famille d'ondelettes, {\displaystyle *} désigne le complexe conjugué, {\displaystyle \tau } est le facteur de translation et s le facteur de dilatation. 
Pour retrouver le signal {\displaystyle f} d'origine on utilise la transformée en ondelette continue donnée par :
{\displaystyle f(t)={\frac {1}{C}}\int _{-\infty }^{\infty }\int _{-\infty }^{\infty }{\frac {1}{|s|^{2}}}g(s,\tau )\psi _{s,\tau }(t)\,\mathrm {d} s\;\mathrm {d} \tau }
où 
{\displaystyle C=\int _{-\infty }^{\infty }{\frac {|{\hat {\Psi }}(\omega )|^{2}}{|\omega |}}\,\mathrm {d} \omega },
{\displaystyle {\hat {\Psi }}} étant la transformée de Fourier de Ψ, l'ondelette mère.

### Transformée en ondelettes discrète
On peut adapter la transformée en ondelettes dans le cas où l'on se trouve dans un ensemble discret. Cette technique est notamment utilisée dans la compression de données numériques avec ou sans perte. La compression est réalisée par approximations successives de l'information initiale du plus grossier au plus fin. On réduit alors la taille de l'information en choisissant un niveau de détail.
Il s'agit alors d'échantillonner s sur une échelle dyadique et τ. On écrit alors :
{\displaystyle \psi _{m,n}[t]=s_{0}^{-m/2}\psi (s_{0}^{-m}t-n\tau _{0})}.
où {\displaystyle s_{0}} et {\displaystyle \tau _{0}} sont des constantes.
Dans le cas où les ψm,n forment une base de Hilbert de {\displaystyle {\mathcal {L}}^{2}(\mathbb {R} )} (c'est le cas par exemple de l'ondelette de Haar), la décomposition en ondelette d'un signal g consiste à calculer les produits scalaires {\displaystyle \langle g,\,\psi _{m,n}\rangle }. La recomposition du signal s'obtient alors par :
{\displaystyle g=\sum _{m\in \mathbb {Z} }\sum _{n\in \mathbb {Z} }\langle g,\,\psi _{m,n}\rangle \psi _{m,n}}

## Utilisation de la décomposition en ondelettes

### Compression numérique
La décomposition en ondelettes est notamment utilisée dans la compression de données.
Cette technique permet de réduire la taille de l'information numérique (qualité de l'information compressée à partir de l'information complète), mais aussi d'accélérer l'affichage de l'information (qualité de l'affichage à partir d'un fichier compressé). Cette dernière utilisation est indispensable pour des documents cartographiques où la qualité et la taille de l'information utile sont considérables.
Cette méthode de compression d'image est utilisée principalement dans deux formats :
- Enhanced compression wavelet (ECW) utilisé principalement par les professionnels de la cartographie ;
- JPEG 2000 format plus récent issu de la standardisation ISO.

Cette méthode de compression est aussi utilisée pour la vidéo :
- Le codec Dirac, sans brevet, permet des résolutions allant de 176x144 (QCIF) à 1920x1080 pixels (Full HD), en mode progressif ou entrelacé, une compression double et une meilleure qualité (presque sans perte) par rapport au MPEG-2.

Elle se fonde sur l'utilisation d'ondelettes pour la compression par élimination des informations de haute fréquence non perceptibles par l'œil.
En particulier, ceci permet souvent une meilleure analyse des fonctions présentant des discontinuités ou des phénomènes locaux. C'est, par exemple, le cas des contours dans les images, ce qui explique l'adoption d'une décomposition en ondelettes dans le standard JPEG 2000.

## Applications
- Imagerie médicale
- Détection des ondes gravitationnelles[4]
- Cinéma numérique[5]
- Codage numérique[6]